# Egzon Bejtulai
Egzon Bejtulai (in macedone Егзон Бејтулаи?; grafia albanese Egzon Bejtullai; Tetovo, 7 gennaio 1994) è un calciatore macedone di etnia albanese, difensore del Drita e della nazionale macedone.

## Carriera

### Nazionale
Debutta con l'Under-21 il 13 agosto 2014 nella partita valida per le qualificazioni ad Euro 2015, finita 0-3 contro Israele.

## Statistiche

### Presenze e reti nei club
Statistiche aggiornate all'8 dicembre 2019.
| Stagione        | Squadra         | Campionato      | Campionato | Campionato | Coppe nazionali | Coppe nazionali | Coppe nazionali | Coppe continentali | Coppe continentali | Coppe continentali | Altre coppe | Altre coppe | Altre coppe | Totale | Totale |
| Stagione        | Squadra         | Comp            | Pres       | Reti       | Comp            | Pres            | Reti            | Comp               | Pres               | Reti               | Comp        | Pres        | Reti        | Pres   | Reti   |
| --------------- | --------------- | --------------- | ---------- | ---------- | --------------- | --------------- | --------------- | ------------------ | ------------------ | ------------------ | ----------- | ----------- | ----------- | ------ | ------ |
| 2011-2012       | Teteks          | PL              | 18+1       | 0          | CM              | 2               | 0               | -                  | -                  | -                  | -           | -           | -           | 21     | 0      |
| 2012-2013       | Teteks          | PL              | 23         | 0          | CM              | 4               | 0               | -                  | -                  | -                  | -           | -           | -           | 27     | 0      |
| lug.-ago. 2013  | Teteks          | PL              | 0          | 0          | CM              | 0               | 0               | UEL                | 2                  | 0                  | SM          | 1           | 0           | 3      | 0      |
| Totale Teteks   | Totale Teteks   | Totale Teteks   | 41+1       | 0          |                 | 6               | 0               |                    | 2                  | 0                  |             | 1           | 0           | 51     | 0      |
| 2013-2014       | Škendija        | PL              | 29         | 0          | CM              | 2               | 0               | -                  | -                  | -                  | -           | -           | -           | 31     | 0      |
| 2014-2015       | Škendija        | PL              | 10         | 0          | CM              | 0               | 0               | UEL                | 2                  | 0                  | -           | -           | -           | 12     | 0      |
| 2015-2016       | Škendija        | PL              | 26         | 0          | CM              | 5               | 0               | UEL                | 2                  | 0                  | -           | -           | -           | 33     | 0      |
| 2016-2017       | Škendija        | PL              | 17         | 0          | CM              | 3               | 0               | UEL                | 8                  | 0                  | -           | -           | -           | 28     | 0      |
| 2017-2018       | Škendija        | PL              | 34         | 2          | CM              | 5               | 0               | UEL                | 8                  | 0                  | -           | -           | -           | 47     | 2      |
| 2018-2019       | Škendija        | PL              | 29         | 4          | CM              | 1               | 0               | UCL+UEL            | 6+1                | 0                  | -           | -           | -           | 37     | 4      |
| 2019-gen. 2020  | Škendija        | PL              | 15         | 1          | CM              | 1               | 0               | UCL+UEL            | 2+2                | 0                  | -           | -           | -           | 20     | 1      |
| gen.-giu.2020   | Helsingborg     | A               | -          | -          | CS              | -               | -               | -                  | -                  | -                  | -           | -           | -           | -      | -      |
| 2020-2021       | Škendija        | PL              | 28         | 1          | CM              | 0               | 0               | UEL                | 3                  | 0                  | -           | -           | -           | 31     | 1      |
| Totale Škendija | Totale Škendija | Totale Škendija | 188        | 8          |                 | 17              | 0               |                    | 34                 | 0                  |             | -           | -           | 239    | 8      |
| Totale carriera | Totale carriera | Totale carriera | 230        | 8          |                 | 23              | 0               |                    | 36                 | 0                  |             | 1           | 0           | 290    | 8      |

### Cronologia presenze e reti in nazionale
| Cronologia completa delle presenze e delle reti in nazionale ― Macedonia | Cronologia completa delle presenze e delle reti in nazionale ― Macedonia | Cronologia completa delle presenze e delle reti in nazionale ― Macedonia | Cronologia completa delle presenze e delle reti in nazionale ― Macedonia | Cronologia completa delle presenze e delle reti in nazionale ― Macedonia | Cronologia completa delle presenze e delle reti in nazionale ― Macedonia | Cronologia completa delle presenze e delle reti in nazionale ― Macedonia | Cronologia completa delle presenze e delle reti in nazionale ― Macedonia |
| Data                                                                     | Città                                                                    | In casa                                                                  | Risultato                                                                | Ospiti                                                                   | Competizione                                                             | Reti                                                                     | Note                                                                     |
| ------------------------------------------------------------------------ | ------------------------------------------------------------------------ | ------------------------------------------------------------------------ | ------------------------------------------------------------------------ | ------------------------------------------------------------------------ | ------------------------------------------------------------------------ | ------------------------------------------------------------------------ | ------------------------------------------------------------------------ |
| 6-9-2018                                                                 | Gibilterra                                                               | Gibilterra                                                               | 0 – 2                                                                    | Macedonia                                                                | UEFA Nations League 2018-2019 - 1º turno                                 | -                                                                        | 85’                                                                      |
| 9-9-2018                                                                 | Skopje                                                                   | Macedonia                                                                | 2 – 0                                                                    | Armenia                                                                  | UEFA Nations League 2018-2019 - 1º turno                                 | -                                                                        |                                                                          |
| 13-10-2018                                                               | Skopje                                                                   | Macedonia                                                                | 4 – 1                                                                    | Liechtenstein                                                            | UEFA Nations League 2018-2019 - 1º turno                                 | -                                                                        | 77’                                                                      |
| 16-11-2018                                                               | Vaduz                                                                    | Liechtenstein                                                            | 0 – 2                                                                    | Macedonia                                                                | UEFA Nations League 2018-2019 - 1º turno                                 | -                                                                        |                                                                          |
| 19-11-2018                                                               | Skopje                                                                   | Macedonia                                                                | 4 – 0                                                                    | Gibilterra                                                               | UEFA Nations League 2018-2019 - 1º turno                                 | -                                                                        |                                                                          |
| 24-3-2019                                                                | Lubiana                                                                  | Slovenia                                                                 | 1 – 1                                                                    | Macedonia del Nord                                                       | Qual. Euro 2020                                                          | -                                                                        | 14’                                                                      |
| 7-6-2019                                                                 | Skopje                                                                   | Macedonia del Nord                                                       | 0 – 1                                                                    | Polonia                                                                  | Qual. Euro 2020                                                          | -                                                                        |                                                                          |
| 10-6-2019                                                                | Skopje                                                                   | Macedonia del Nord                                                       | 1 – 4                                                                    | Austria                                                                  | Qual. Euro 2020                                                          | -                                                                        | 67’                                                                      |
| 5-9-2019                                                                 | Be'er Sheva                                                              | Israele                                                                  | 1 – 1                                                                    | Macedonia del Nord                                                       | Qual. Euro 2020                                                          | -                                                                        |                                                                          |
| 9-9-2019                                                                 | Rīga                                                                     | Lettonia                                                                 | 0 – 2                                                                    | Macedonia del Nord                                                       | Qual. Euro 2020                                                          | -                                                                        | 37’                                                                      |
| 13-10-2019                                                               | Varsavia                                                                 | Polonia                                                                  | 2 – 0                                                                    | Macedonia del Nord                                                       | Qual. Euro 2020                                                          | -                                                                        |                                                                          |
| 8-9-2020                                                                 | Tbilisi                                                                  | Georgia                                                                  | 1 – 1                                                                    | Macedonia del Nord                                                       | UEFA Nations League 2020-2021 - 1º turno                                 | -                                                                        | 78’                                                                      |
| 8-10-2020                                                                | Skopje                                                                   | Macedonia del Nord                                                       | 2 – 1                                                                    | Kosovo                                                                   | Qual. Euro 2020                                                          | -                                                                        | 14’ 51’                                                                  |
| 12-11-2020                                                               | Tbilisi                                                                  | Georgia                                                                  | 0 – 1                                                                    | Macedonia del Nord                                                       | Qual. Euro 2020                                                          | -                                                                        |                                                                          |
| 15-11-2020                                                               | Skopje                                                                   | Macedonia del Nord                                                       | 2 – 1                                                                    | Estonia                                                                  | UEFA Nations League 2020-2021 - 1º turno                                 | -                                                                        |                                                                          |
| 18-11-2020                                                               | Erevan                                                                   | Armenia                                                                  | 1 – 0                                                                    | Macedonia del Nord                                                       | UEFA Nations League 2020-2021 - 1º turno                                 | -                                                                        |                                                                          |
| 25-3-2021                                                                | Bucarest                                                                 | Romania                                                                  | 3 – 2                                                                    | Macedonia del Nord                                                       | Qual. Mondiali 2022                                                      | -                                                                        |                                                                          |
| 28-3-2021                                                                | Skopje                                                                   | Macedonia del Nord                                                       | 5 – 0                                                                    | Liechtenstein                                                            | Qual. Mondiali 2022                                                      | -                                                                        | 58’                                                                      |
| 31-3-2021                                                                | Duisburg                                                                 | Germania                                                                 | 1 – 2                                                                    | Macedonia del Nord                                                       | Qual. Mondiali 2022                                                      | -                                                                        | 59’                                                                      |
| 1-6-2021                                                                 | Skopje                                                                   | Macedonia del Nord                                                       | 1 – 1                                                                    | Slovenia                                                                 | Amichevole                                                               | -                                                                        | 70’                                                                      |
| 4-6-2021                                                                 | Skopje                                                                   | Macedonia del Nord                                                       | 4 – 0                                                                    | Kazakistan                                                               | Amichevole                                                               | -                                                                        | 81’                                                                      |
| 13-6-2021                                                                | Bucarest                                                                 | Austria                                                                  | 3 – 1                                                                    | Macedonia del Nord                                                       | Euro 2020 - 1º turno                                                     | -                                                                        | 64’                                                                      |
| 26-9-2022                                                                | Skopje                                                                   | Macedonia del Nord                                                       | 0 – 1                                                                    | Bulgaria                                                                 | UEFA Nations League 2022-2023 - 1º turno                                 | -                                                                        |                                                                          |
| 22-10-2022                                                               | Abu Dhabi                                                                | Arabia Saudita                                                           | 1 – 0                                                                    | Macedonia del Nord                                                       | Amichevole                                                               | -                                                                        | 88’                                                                      |
| 17-11-2022                                                               | Skopje                                                                   | Macedonia del Nord                                                       | 1 – 1                                                                    | Finlandia                                                                | Amichevole                                                               | -                                                                        | 46’                                                                      |
| 20-11-2022                                                               | Skopje                                                                   | Macedonia del Nord                                                       | 1 – 3                                                                    | Azerbaigian                                                              | Amichevole                                                               | -                                                                        | 77’                                                                      |
| 19-6-2023                                                                | Manchester                                                               | Inghilterra                                                              | 7 – 0                                                                    | Macedonia del Nord                                                       | Qual. Euro 2024                                                          | -                                                                        | 46’                                                                      |
| Totale                                                                   |                                                                          | Presenze                                                                 | 27                                                                       |                                                                          | Reti                                                                     | 0                                                                        |                                                                          |

| Cronologia completa delle presenze e delle reti in nazionale ― Macedonia under 21 | Cronologia completa delle presenze e delle reti in nazionale ― Macedonia under 21 | Cronologia completa delle presenze e delle reti in nazionale ― Macedonia under 21 | Cronologia completa delle presenze e delle reti in nazionale ― Macedonia under 21 | Cronologia completa delle presenze e delle reti in nazionale ― Macedonia under 21 | Cronologia completa delle presenze e delle reti in nazionale ― Macedonia under 21 | Cronologia completa delle presenze e delle reti in nazionale ― Macedonia under 21 | Cronologia completa delle presenze e delle reti in nazionale ― Macedonia under 21 |
| Data                                                                              | Città                                                                             | In casa                                                                           | Risultato                                                                         | Ospiti                                                                            | Competizione                                                                      | Reti                                                                              | Note                                                                              |
| --------------------------------------------------------------------------------- | --------------------------------------------------------------------------------- | --------------------------------------------------------------------------------- | --------------------------------------------------------------------------------- | --------------------------------------------------------------------------------- | --------------------------------------------------------------------------------- | --------------------------------------------------------------------------------- | --------------------------------------------------------------------------------- |
| 13-8-2014                                                                         | Skopje                                                                            | Macedonia under 21                                                                | 0 – 3                                                                             | Israele under 21                                                                  | Qual. Europeo Under-21 2015                                                       | -                                                                                 | 46’                                                                               |
| Totale                                                                            |                                                                                   | Presenze                                                                          | 1                                                                                 |                                                                                   | Reti                                                                              | 0                                                                                 |                                                                                   |

## Palmarès

### Club

#### Competizioni nazionali
- Campionato macedone: 3

Škendija: 2017-2018, 2018-2019, 2020-2021
- Coppa di Macedonia: 3

Teteks: 2012-2013
Škendija: 2015-2016, 2017-2018
- Campionato kosovaro: 1

Drita: 2024-2025